# Drets del col·lectiu LGBT a la República Centreafricana

Aquest és un article sobre els drets LGBT a la República Centreafricana. Les persones lesbianes, gais, bisexuals i transsexuals a la República Centreafricana han d'afrontar reptes legals que no experimenten els residents no LGBT. L'activitat sexual masculina i femenina amb persones del mateix sexe és legal a la República Centreafricana.
La República Centreafricana va signar la Declaració de l'ONU de 2011, donant suport als drets del col·lectiu LGBT.

## Lleis relatives a l'activitat sexual del mateix sexe
L'activitat sexual entre persones del mateix sexe és legal.
No obstant això, l'informe sobre drets humans del Departament d'Estat dels Estats Units de 2012 va trobar que,
| « | El codi penal tipifica com a criminals l'activitat sexual consensual amb persones del mateix sexe. La pena per "expressió pública d'amor" entre persones del mateix sexe és l'empresonament de sis mesos a dos anys o una multa d'entre 150.000 i 600.000 francs CFA (300 $ i 1.200 $). Quan un dels participants és un nen, l'adult pot ser sentenciat a penes de dos a cinc anys d'empresonament o una multa de 100.000 a 800.000 francs CFA (200 dòlars i 1.600 dòlars); no obstant això, no s'ha informat que la policia arrestés o detingués a persones [en 2012] d'acord amb aquestes disposicions. | » |

## Reconeixement de relacions amb persones del mateix sexe
No hi ha cap reconeixement legal de parelles homosexuals.

## Adopció de nens
Segons un lloc web del govern francès, les persones solteres i casades poden optar per adoptar fills. El lloc web no especifica si les persones LGBT estan desqualificades.

## Condicions de vida
L'informe sobre drets humans del Departament d'Estat dels Estats Units de 2012 va dir que
| « | Si bé hi ha una discriminació oficial basada en l'orientació sexual, no hi ha cap informe del govern dirigit a gais i lesbianes. Tanmateix, la discriminació social contra les persones lesbianes, gais, bisexuals i transgènere estava arrelada, i molts ciutadans atribuïen l'existència de l'homosexualitat a una influència occidental indeguda. No hi havia organitzacions conegudes que advoquessin o treballessin en nom de les persones lesbianes, gais, bisexuals o transgènere. | » |

## Taula resum
| Activitat sexual legal amb el mateix sexe                     | (Sempre legal) |
| Mateixa edat de consentiment                                  | (Sempre legal) |
| Lleis antidiscriminació a la feina                            | No             |
| Lleis antidiscriminació en la prestació de béns i serveis     | No             |
| Matrimoni del mateix sexe                                     | No             |
| Lleis antidiscriminació en el discurs de l'odi i la violència | No             |
| Reconeixement de les parelles del mateix sexe                 | No             |
| Adopció de fillastres per parelles del mateix sexe            | No             |
| Adopció conjunta per parelles del mateix sexe                 | No             |
| Prestació de servei militar per gais i lesbianes              |                |
| Dret legal a canviar de gènere                                |                |
| Accés a la fecundació in vitro per lesbianes                  | No             |
| Subrogació comercial per a parelles d'homes homosexuals       | No             |
| Permís per donar sang als MSMs                                | No             |